# Grboglavka

Grboglavka (lat. Brama brama) rijetka je riba u našem moru, kao i u Mediteranu, koji se čak ni ne navodi kao stanište ove ribe u velikom dijelu publikacija. Grboglavka je predator koji živi na dubinama do 100 m, najčešće u malim jatima, a hrani se manjim ribama, glavonošcima, račićima,...Migratorna je vrsta, prijeđe velike udaljenosti u svojim sezonskim migracijama. Naraste do 100 cm duljine i do 6 kg težine. Tijelo joj je ovalnog oblika, bočno vrlo spljošteno i tanko. Glava joj je tupo zaobljena, a oči izbuljene. U ustima ima velik broj oštrih zuba. Boja grboglavke je smeđe siva, svjetlija prema trbuhu, a oči su joj zlatne boje.
Lovi se u komercijalne svrhe i cijenjena je u prehrani.

## Rasprostranjenost
Grboglavka je raspristranjena u oceanima i toplim morima svijeta. Može se naći u Indijskom oceanu, južnom dijelu Pacifika, a Atlantiku živi na zapadnoj strani od Kanade do Bermuda, te na istočnoj od Norveške pa sve do Južnoafričke Republike.

## Vanjske poveznice
|  | Zajednički poslužitelj ima još gradiva o temi Grboglavka |
|  | Wikivrste imaju podatke o taksonu Grboglavka             |